# Gedde
Gedden (Esox lucius) er en fisk, der lever i ferskvand og brakvand i Europa, Nordasien og i et bredt bælte gennem Nordamerika. I Danmark er gedden almindelig i alle større og mindre ferskvande, både søer og vandløb samt i brakvand i hele Østersøområdet indtil det sydlige Øresund og Smålandsfarvandet. Der foregår et stort fiskeri efter gedde.

## Udseende
Gedden er grøn med gule marmoreringer og er karakteristisk ved sit brede flade hoved. Fuldvoksne gedder er typisk mørkere end de unge. Ryg- og gatfinne er placeret over for hinanden langt tilbage på kroppen. Munden er stor med rækkevis af spidse tænder i kæberne og helt ned i ganen. Normalt kan gedden blive over en meter, før den dør af ælde og kan da veje op til 8-15 kilo. Det er dermed en af Danmarks største ferskvandsfisk.

## Levevis

### Gydning
Hannen kønsmodnes allerede, når den er mellem 1 og 3 år gammel. Hunnen først, når den er 2-5 år. I almindelighed bliver hunnerne også størst. Gydeperioden er fra marts til maj - i denne periode er gedden fredet. Gedden skal bruge en vandtemperatur på mellem 2 og 12 grader. Store hunner kan gyde op til 500.000 æg, men de gydes ad flere omgange.

### Føde
Gedden er en stort set altædende rovfisk og kan generelt tage bytte, der er op til halvt så stort som den selv. Gedden bevæger sig frem mod byttet i et pludseligt spring ved hjælp af et kraftigt slag med halen.
Gedden æder aborrer, skaller, frøer, ællinger og vandrotter samt flere andre ferskvandsfisk og dyr. Gedden kan dø på grund af sin grådighed. Dens bagudrettede tænder forhindrer den i at give slip på sit bytte, så får den bidt sig fast i for stort et bytte, bliver den immobil i dagevis, mens den ligger og fortærer byttet, som hænger den halvvejs ud af munden. I mindre vandhuller, hvor der er mangel på fisk, kan gedden leve af vandinsekter og vandbænkebidere, hvilket dog nedsætter dens vækst.

### Naturlige fjender
Den voksne geddes eneste naturlige fjender omfatter oddere, fiskehejre og større gedder, da mindre slægtninge ofte er en del af menuen.
I Danmarks fjorde og brakvand er gråsæl og spættet sæl naturlige fjender.

## Fiskeri

### Rekorder
I Danmark er den største fangne gedde en fisk på 26,5 kilo og halvanden meter fanget af en lystfisker i Grarup Sø i Sønderjylland. Dette er også skandinavisk rekord. Det er kun hunnerne, som kan blive så store. De største hanner bliver 90-100 centimeter og vejer da 5-8 kilo, i Danmark dog knap så store.

### Mindstemål og fredningstid
Mindste fangstmål for gedder er 60 centimeter, både i saltvand og brakvand. Gedder er fredet i ferskvand fra d.15 marts til 30. april. I brakvand er gedder fredet fra 1. april til 15. maj.